# Nenad Maslovar
Nenad Maslovar (nacido el 20 de febrero de 1967) es un exfutbolista montenegrino que se desempeñaba como centrocampista.
En 1997, Nenad Maslovar jugó 3 veces para la selección de fútbol de Yugoslavia.

## Trayectoria

### Clubes
| Club                      | País       | Año         |
| ------------------------- | ---------- | ----------- |
| FK Bokelj Kotor           | Yugoslavia | 1986 - 1988 |
| FK Spartak Subotica       | Yugoslavia | 1988 - 1990 |
| Velež Mostar              | Yugoslavia | 1990 - 1992 |
| Estrella Roja de Belgrado | Yugoslavia | 1992 - 1994 |
| JEF United Ichihara       | Japón      | 1994 - 1998 |
| Avispa Fukuoka            | Japón      | 1999        |

### Selección nacional
| Selección | País       | Año  |
| --------- | ---------- | ---- |
| Absoluta  | Yugoslavia | 1997 |

## Estadística de equipo nacional
| Selección de fútbol de Yugoslavia | Selección de fútbol de Yugoslavia | Selección de fútbol de Yugoslavia |
| Año                               | Part.                             | Goles                             |
| --------------------------------- | --------------------------------- | --------------------------------- |
| 1997                              | 3                                 | 0                                 |
| Total                             | 3                                 | 0                                 |